# Miasta Nigerii
Według danych oficjalnych pochodzących z 2010 roku Nigeria posiadała ponad 60 miast o ludności przekraczającej 100 tys. mieszkańców. Stolica kraju Abudża znajduje się dopiero na dziewiątym miejscu w klasyfikacji największych miast; Lagos i Ibadan jako jedyne miasta liczyły ponad 5 milionów mieszkańców; 8 miast z ludnością 1–5 mln.; 9 miast z ludnością 0,5–1 mln.; 41 miast z ludnością 100–500 tys. oraz reszta miast poniżej 100 tys. mieszkańców.

## Największe miasta w Nigerii
Największe miasta w Nigerii według liczebności mieszkańców (stan na 2010-07-01):
| L.p. | Miasto        | Stan                           | Liczba ludności |
| ---- | ------------- | ------------------------------ | --------------- |
| 1.   | Lagos         | Lagos                          | 9 968 455       |
| 2.   | Ibadan        | Oyo                            | 5 175 223       |
| 3.   | Benin         | Edo                            | 2 406 697       |
| 4.   | Kano          | Kano                           | 2 376 372       |
| 5.   | Port Harcourt | Rivers                         | 2 100 711       |
| 6.   | Kaduna        | Kaduna                         | 2 061 175       |
| 7.   | Aba           | Abia                           | 1 597 296       |
| 8.   | Abudża        | Federalne Terytorium Stołeczne | 1 352 679       |
| 9.   | Maiduguri     | Borno                          | 1 126 195       |
| 10.  | Ilorin        | Kwara                          | 1 084 681       |

## Alfabetyczna lista miast w Nigerii
(czcionką pogrubioną wydzielono miasta powyżej 1 mln)
- Aba
- Abakaliki
- Abeokuta
- Abonnema
- Abudża
- Ado Ekiti
- Afikpo
- Agbor
- Agulu
- Aku
- Akure
- Amaigbo
- Ankpa
- Asaba
- Auchi
- Awka
- Azare
- Bama
- Bauchi
- Bende
- Benin
- Bida
- Birnin Kebbi
- Biu
- Buguma
- Calabar
- Damaturu
- Daura
- Dutse
- Dżos
- Ede
- Effium
- Effon Alaiye
- Eha Amufu
- Ejigbo
- Ekpoma
- Enugu
- Enugu Ukwu
- Epe
- Etiti
- Ezza Inyimagu
- Funtua
- Gambaru
- Gashua
- Gboko
- Gbongan
- Gombe
- Gusau
- Hadejia
- Ibadan
- Idah
- Ife
- Ifo
- Ifon
- Igboho
- Igbo Ora
- Igbo Ukwu
- Ihiala
- Ijebu Igbo
- Ijebu-Ode
- Ijero
- Ikare
- Ikeja
- Ikerre
- Ikire
- Ikirun
- Ikom
- Ikorodu
- Ikot Ekpene
- Ila
- Ilawe Ekiti
- Ilesha
- Ilobu
- Ilorin
- Inisa
- Ipetumodu
- Ise
- Iseyin
- Ishieke
- Iwo
- Jalingo
- Jimeta
- Kaduna
- Kafanchan
- Kagoro
- Kano
- Katsina
- Kaura Namoda
- Keffi
- Kishi
- Kontagora
- Kuroro
- Lafia
- Lagos
- Lokoja
- Maiduguri
- Makurdi
- Malumfashi
- Minna
- Modakeke
- Mubi
- Nguru
- Nkpor
- Nnewi
- Nsukka
- Obosi
- Offa
- Ogaminan
- Ogbomosho
- Ohafia
- Oka Akoko
- Okene
- Okigwi
- Okitipupa
- Okpogho
- Okrika
- Ondo
- Onitsha
- Oron
- Oshogbo
- Otukpo
- Owerri
- Owo
- Oyo
- Ozubulu
- Port Harcourt
- Sagamu
- Sango Otta
- Sapele
- Shaki
- Sokoto
- Suleja
- Uga
- Ugep
- Ughelli
- Umuahia
- Uromi
- Uyo
- Warri
- Wukari
- Yenagoa
- Yola
- Zaria